# Kazimieras Steponas Šaulys
Kazimieras Steponas Šaulys  pronunciació (?·pàg.) (1872-1964) va ser un sacerdot catòlic lituà, teòleg, i un dels vint signants de la Declaració d'Independència de Lituània.
Es va graduar en el Seminari Teològic de Kaunas el 1895 i va passar a rebre un títol de mestratge del Seminari Catòlic Romà de Teologia de Sant Petersburg el 1899. Šaulys va ser nomenat vicari de la parròquia de Sant Pere i Sant Pau a Panevėžys. Va estar involucrat en una sèrie d'institucions polítiques, caritatives i educatives, i el 1917 va participar en la Conferència de Vílnius, i va signar l'Acta d'Independència de Lituània el 1918.
Šaulys, especialitzat en dret canònic i teologia moral, exercí com a professor en aquestes matèries en el Seminari Teològic de Kaunas 1922-1941. Va publicar diversos articles sobre la jurisprudència religiosa, inclosos els articles de la Constitució provisional que s'ocupen de la religió.
Després de la invasió soviètica de Lituània el 1944, es va traslladar a Lugano, Suïssa, on va morir el 9 de maig de 1964.